# Kung för en dag
För andra betydelser, se Konung för en dag.
Kung för en dag är det andra spåret på albumet Karaoke av Magnus Uggla, som skrev låten ihop med Anders Henriksson. "Kung för en dag" var albumets stora hit och handlar om att festa då lönen kommer. I musikvideon medverkar skådespelaren Olle Sarri som spelar en man som gör just detta. Även skådespelarna Vanna Rosenberg och Helena af Sandeberg medverkar i videon.
Singeln placerade sig som högst på fjärde plats på den svenska singellistan, och melodin låg på Svensktoppen i åtta veckor under perioden 11 oktober–29 november 1997, och låg som bäst där på femte plats. Låten låg även på Trackslistan i fyra veckor under perioden 13 september–4 oktober 1997, med åttondeplats som högsta placering.
Då Magnus Uggla den 1 juli 2008 gästade Allsång på Skansen hade den tagits upp i evenemangets allsångshäfte. Den 7 juli 2009 gästade han återigen, och även denna gången sjöngs den som allsång, då tillsammans med Rolandz.
Låten blev ett återkommande tema i TV 3:s Baren.

## Coverversioner
I Dansbandskampen 2008 framfördes låten av Larz-Kristerz. Sylvia Vrethammar gjorde en version 2012 och Petter en i Så mycket bättre 2019.

## Listplaceringar
| Lista (1997-1998) | Position |
| ----------------- | -------- |
| Sverige           | 4        |